# Synagogue d'Olmütz (1897-1939)

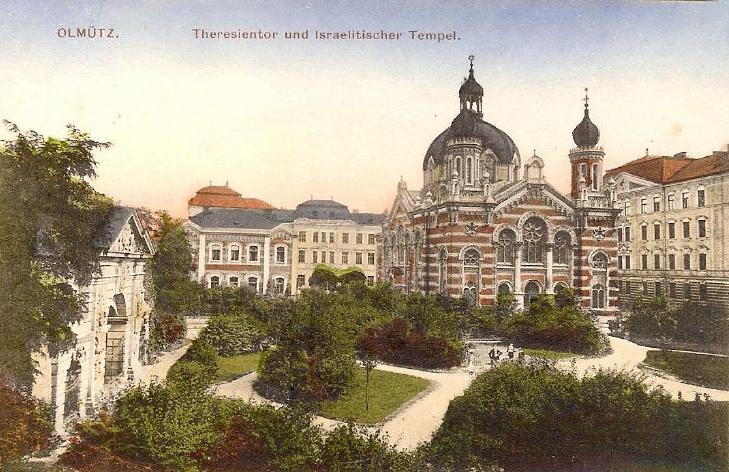
Synagogue d'Olmütz vue de la place Marie-Thérèse

La synagogue d'Olmütz ou synagogue d'Olomouc a été inaugurée en 1897 et détruite en mars 1939 par des nazis locaux, le soir même de l'occupation de la Tchécoslovaquie par les troupes allemandes. 
Olmütz fait partie jusqu'en 1918 de la monarchie autrichienne puis de l'Autriche-Hongrie et devient tchécoslovaque après la Première Guerre mondiale sous le nom tchèque d'Olomouc. Le 15 mars 1939, la Wehrmacht occupe la ville, qui reprend son nom d'Olmütz et est intégrée au protectorat de Bohême-Moravie. Après la Seconde Guerre mondiale, la ville est rendue à la Tchécoslovaquie et reprend le nom d'Olomouc. Actuellement Olomouc est une capitale régionale de 102 000 habitants au centre de la Moravie, en Tchéquie.   

## Histoire de la communauté juive

### Au Moyen Âge jusqu'à l'expulsion de 1454
La présence de marchands et négociants juifs est attestée au moins depuis le XIe siècle. Le marchand juif Yitzhak Dorbelo fait référence dans ses écrits de voyage à l'existence d'un quartier juif vers 1140 dans une ville qu'il dénomme Almiz ou Olmiz. Dans les années 1239-1246, Olmütz devient une ville royale. Une charte, signée par l'empereur Rodolphe Ier de Habsbourg le 20 septembre 1278, indique clairement que les dépenses municipales, y compris le coût des fortifications doivent être supportées par tous les citoyens y compris les Juifs résidant dans la ville. Le Registre juif, écrit en latin et consignant tous les prêts effectués par les Juifs a été conservé pour la période 1413-1420. En 1445, un document mentionne un Vogt (préfet) juif du nom de Nicolas l'Apothicaire et un autre daté de 1434 indique qu'Augustinian, fuyant la ville de Proßnitz, a acheté à la juive Gail Aronova, une maison située dans la Judengasse, en face de la Judenschul (synagogue).   
C'est la fin de la période faste pour la communauté juive. Entrainé par les sermons du moine franciscain Jean de Capistran, le roi Ladislas Ier promulgue le 22 juillet 1454, un décret expulsant les Juifs d'Olmütz de Mährisch Neustadt (actuellement Uničov) et de la plupart des autres villes royales de Moravie et donnant leurs maisons, synagogues et cimetières à la municipalité. Les Juifs doivent avoir quitté la ville au plus tard le 11 novembre, en laissant leurs biens, en contrepartie de quoi, les autres citoyens se voient obligés de payer au roi la taxe annuelle juive de 40 fois 60 groschens, due pour les fêtes de la Saint-Georges et de la Saint-Gall. Les Juifs expulsés trouvent refuge dans les villes féodales avoisinantes de Proßnitz (Prostějov), Tobitschau (Tovačov), Prerau (Přerov), Leipnik (Lipník nad Bečvou) et de Mährisch Aussee (Úsov), où se créent des communautés juives. Pendant quatre siècles, les Juifs ne pourront s'installer dans aucune ville royale, et plus tard dans aucun bourg fortifié. Exceptionnellement, la société juive Witte obtient en 1622, un bail de l'empereur Ferdinand II pour battre monnaie à l'hôtel de la Monnaie d'Olmütz.  
En 1745, l'impératrice Marie-Thérèse réaffirme l'interdiction aux Juifs de résider à Olmütz. Des taxes importantes, le Leibmaut, sont perçues sur les Juifs désirant obtenir l'autorisation d'entrer en la ville pour participer à des marchés. Les Juifs ont l'autorisation certains jours de mener leurs affaires mais uniquement dans les faubourgs de la ville, principalement à Bělidla, où des documents prouvent l'existence entre 1792 et 1861, d'une auberge publique juive, louée par Lazar Flamm et d'une salle de prière privée au début du XIXe siècle. L'interdiction stricte est occasionnellement levée à cette époque, mais contre paiement d'une redevance spéciale très élevée.   

### AuxXIXeetXXesièclesjusqu'à laSeconde Guerre mondiale
Ce n'est qu'à partir de 1848, que la population juive obtient ses pleins droits civils, avec une liberté totale de résidence. Rapidement de nombreuses familles juives des petites villes et villages alentour s'installent dans les grandes villes, maintenant accessibles, à la recherche de meilleurs conditions économiques.   
En 1865, est fondée à Olmütz la Izraelitische Cultusverein (Association cultuelle israélite), et en 1892, celle-ci acquiert le statut de communauté religieuse indépendante. D'autres sociétés religieuses existent aussi à la fin du XIXe et au début du XXe siècle dans le faubourg Paulowitz (Pavlovičky) et dans les villes voisines de Sternberg (Šternberk), Mährisch Neustadt (Uničov) et Littau (Litovel).
En 1897, Olmütz accueille le premier congrès sioniste qui se tient dans l'Empire autrichien et reçoit Theodor Herzl. La communauté possède de nombreuses associations caritatives, culturelles et sportives: une Hevra Kaddisha (Société du dernier devoir), l'Association caritative féminine fondée en 1893, une association d'éducation physique et sportive créée en 1901 et renommée Club sportif TJ Makkabi en 1927. En 1906, la communauté possède 46 associations charitables avec des ressources totales de 62 000 couronnes. Pendant la Première Guerre mondiale, celles-ci doivent faire face à un afflux de réfugiés juifs en provenance de Galicie.      
En 1869, il y a 747 Juifs vivant à Olmütz, en 1880 on en compte déjà 1 254, et en 1900 1 676. Lors du recensement de 1921, il y a 2 077 citoyens de confession juive. Enfin en 1930 leur nombre atteint 2 198.

### LaSeconde Guerre mondialeet laShoah
Après l'entrée des troupes allemandes en Tchécoslovaquie le 15 mars 1939, et sa transformation en protectorat de Bohême-Moravie, les citoyens d'origine juive sont graduellement privés de leurs droits civils puis de leurs biens. Lors de cinq convois, le 26 juin 1942 (nom de code: Aaf); le 30 juin 1942 (Aag); le 4 juillet 1942 (Aam); le 8 juillet 1942 (Aao) et le 7 mars 1945 (AE7), 3 498 Juifs d'Olmütz et des alentours sont déportés au camp de concentration de Theresienstadt et de là vers les camps d'extermination de l'Est. 
Le petit nombre de Juifs survivants, revenus à Olomouc, rétablissent rapidement une nouvelle communauté religieuse. Leur nombre va s'amenuiser en raison d'une émigration vers Israël, et en 1962, la communauté d'Olomouc est rattachée à celle d'Ostrava, ville située à une centaine de kilomètres. Les transformations démocratiques en République tchèque à partir de 1989, entraine un renouveau des pratiques et cérémonies religieuses à Olomouc, et le 1er avril 1991, une communauté religieuse autonome est rétablie, couvrant les districts d'Olomouc, de Šumperk, de Jeseník, de Bruntál et de Přerov.
Le 3 mai 1996, l'ambassadeur d'Israël en République tchèque dévoile une plaque, œuvre du sculpteur Miloš Brückner, à la mémoire des victimes juives du nazisme. Cette plaque est fixée sur le mur de l'école élémentaire de la rue Hálek, où les Juifs d'Olomouc avaient été regroupés avant d'être déportés en 1942.   

## Histoire de la synagogue

### Les premières salles de prière
Dès le début du XIXe siècle, une salle de prière orthodoxe existe dans le faubourg de Bělidla dans la maison privée de la famille Fischel (actuellement au 9/44 rue Libušina) et celle-ci reste en activité jusque dans les années 1930. Mais dès la seconde moitié du XIXe siècle, en raison de la croissance de la population juive, une seconde salle de prière s'avère nécessaire dans la ville elle-même. Entre 1859 et 1862, une salle existe au 406 rue Litovel (actuellement 1 rue Riegrova), grâce aux efforts de Hermann Zweig et du savant et physicien juif Adolf Crusher, puis en 1862-1863 dans une maison au 447 rue Česká (actuellement 2 rue 8. května) et en 1863, le premier étage d'une maison au 586 à Bělidla (actuellement 7 rue Sokolská) est acquis et transformé en salle de prière. 
En 1867, la communauté achète l'ensemble du bâtiment et le convertit en centre communautaire. On suppose que sa transformation est l'œuvre de Jakob Gartner, architecte autrichien spécialisé dans la construction de synagogues. Bien que le bâtiment soit vendu en 1900 au club sportif Sokol local, l'aspect extérieur de ce bâtiment de deux étages est resté intact avec sa façade dominée par un portique classique et six bas-reliefs sur des thèmes bibliques en dessous des fenêtres. 

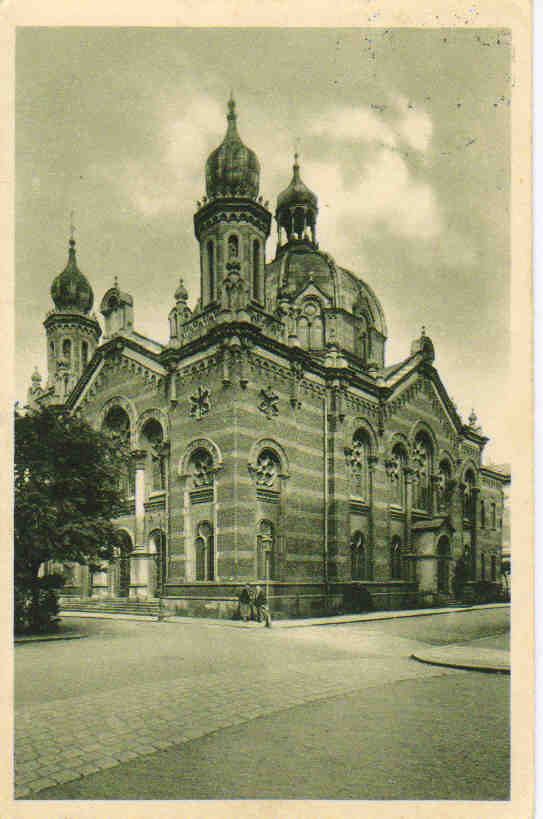
Extérieur de la synagogue

### La construction de la synagogue
Le besoin d'une synagogue digne de la communauté juive en pleine expansion se fait sentir au début des années 1890. La décision de construire une synagogue est prise le 29 novembre 1894. Un comité de construction est tout d'abord fondé dont les membres sont Eduard Hamburger, Hermann Brach, Josef Groak, Bernhard Kaufmann, Jacob Kirschner, Josef Löw et Sigmund Zweig. Un terrain est acheté sur la nouvelle place Marie-Thérèse, située à l'emplacement des anciennes fortifications de la ville. On fait de nouveau appel à l'architecte Jakob Gartner qui dessine les plans. Le 12 mai 1895, Gartner présente son concept pour la synagogue et le bâtiment annexe du rabbin, ainsi qu'une estimation approximative du cout. Chaque plan est alors signé par l'architecte, le président de la communauté cultuelle israélite Eduard Hamburger et le bourgmestre d'Olmütz Karl Brandhuber. Ceux-ci sont approuvés officiellement le 28 juin 1895. La réalisation des plans détaillés et la gestion de la construction sont également confiées à Gartner.
La synagogue est construite de 1895 à 1897. Gartner sélectionne de préférence des sociétés de construction locales. Robert Kazimierz Wieczorek pour sa thèse de diplôme d'ingénieur de l'université technique de Vienne a retrouvé la liste des sociétés engagées dans la construction de la synagogue:
Les travaux sont réalisés par les entreprises suivantes : l'entrepreneur Aulegk & Beplatal d'Olmütz pour les travaux de maçonnerie et de menuiserie; Döptauer et Stefanauer Eisenhütten-Gewerkschaft pour les travaux de construction métallique; Adolf Mather d'Olmütz pour les travaux de serrurerie;  Johann Krodl de Markt Hengasse pour les travaux de menuiserie; Albert Körfterale de Badmantel und Hawk d'Olmütz pour le travail de la pierre; Gustav Eckhardt de Vienne pour les sculptures ; Emil Sonnek de Vienne pour le travail du marbre; A. Detowa de Vienne pour le travail du stuc ; Les entreprises Bereinigte Kalk- und Biegelwerke M. Fischer d'Olmütz et Lederer & Hessen de Vienne pour la mosaïque; Carl Schuhmann de Vienne pour les travaux de ferblanterie ; Josef Kradschimer d'Olmütz et Alois Möller d'Olmütz pour les travaux de vitrage ; Julius Schmelz de  Mährisch-Ostrau pour les travaux de pavage en terre cuite ; E. Wanke d'Olmütz pour les travaux de peinture ; Eduard Kordian de Brünn pour la fourniture des plaques de frise ; J. Ottokal d'Olmütz pour la fourniture de quincaillerie; Johann Meerkaß de Vienne pour la fourniture des grilles de clôture ; Franz Enhnanek d'Olmütz pour la fourniture des piliers métalliques et des plaques de recouvrement.

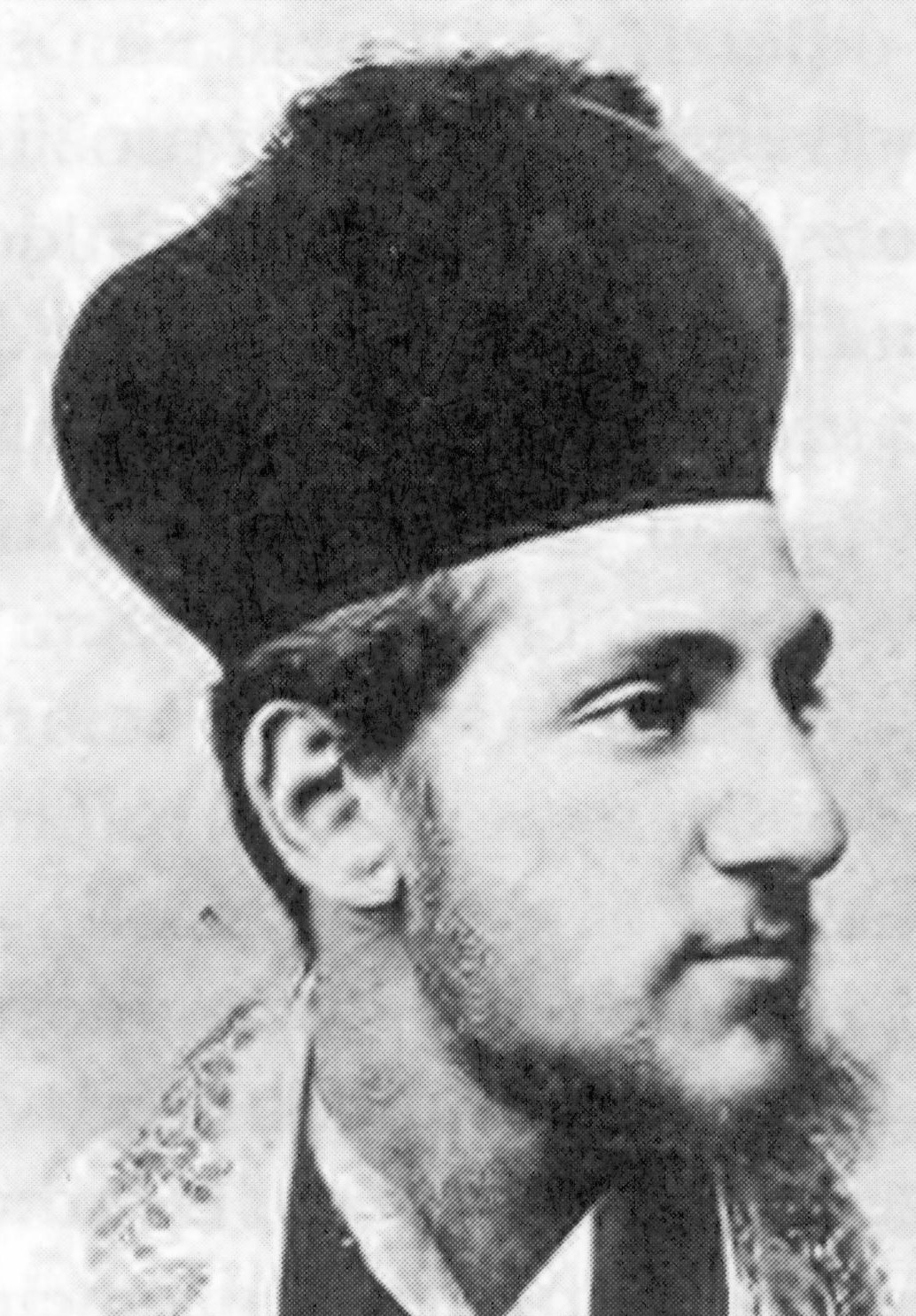
Le rabbin Berthold Oppenheim

Pour les installations techniques, Gartner fait appel aux entreprises suivantes :  Glanz & Co de Budapest pour les travaux électrotechniques; B. & M. Raffinger d'Olmütz pour l'installation de l'éclairage électrique; Heinrrich Sachs d'Olmütz pour la plomberie; Carl Genling`s Erben de Vienne et Carl Helzer de Langenau pour les vitraux; B. & E. Körting de Vienne pour le chauffage à air; les frères Rieger de Jägerndorf pour l'orgue; Winter & Richter de Vienne pour les tableaux; Franz Auspik de Vienne pour les sièges et les boiseries; Alois Winkler de Vienne pour les numéros des sièges; Jenny Choman de Vienne pour le tronc à offrandes et les lavabos; Wulkan & Kenbrunn de Vienne pour les plaques votives.
Au Musée juif de Prague, on trouve la liste de donateurs. Parmi eux se trouvent le rabbin Berthold Oppenheim et la succursale d'Olmütz de l'Union Bank tchèque. Le montant total des dons s'élève à 39 352,20 florins en 1897. La caisse d'épargne d'Olmütz contribue au financement en proposant un prêt, si bien que les premiers travaux peuvent commencer à l'été 1895. Le coût avoisine le quart de million de florins-or. 
La synagogue est inaugurée le 11 avril 1897 par le rabbin Berthold Oppenheim, le premier rabbin de la communauté.  Le rabbin Oppenheim prononce tout d'abord un discours de remerciement écrit par Sigmund Zweig, qui s'adresse à toutes les personnes impliquées dans l'édification de la synagogue, aux citoyens juifs et chrétiens de la ville d'Olmütz auxquels il appelle à une coexistence pacifique. De nombreuses délégations des communautés juives et des représentants de l'armée sont également présents. Après le service solennel et le dépôt des rouleaux de la Torah dans l'Arche Sainte, le rabbin formule quelques mots pour présenter la synagogue d'Olmütz comme un symbole de solidarité, d'unité et de paix.   
La synagogue sera restaurée en 1932, pour sa partie intérieure par Bedřich Schönfeld et en 1937 pour sa façade par Arnošt Weisz.    

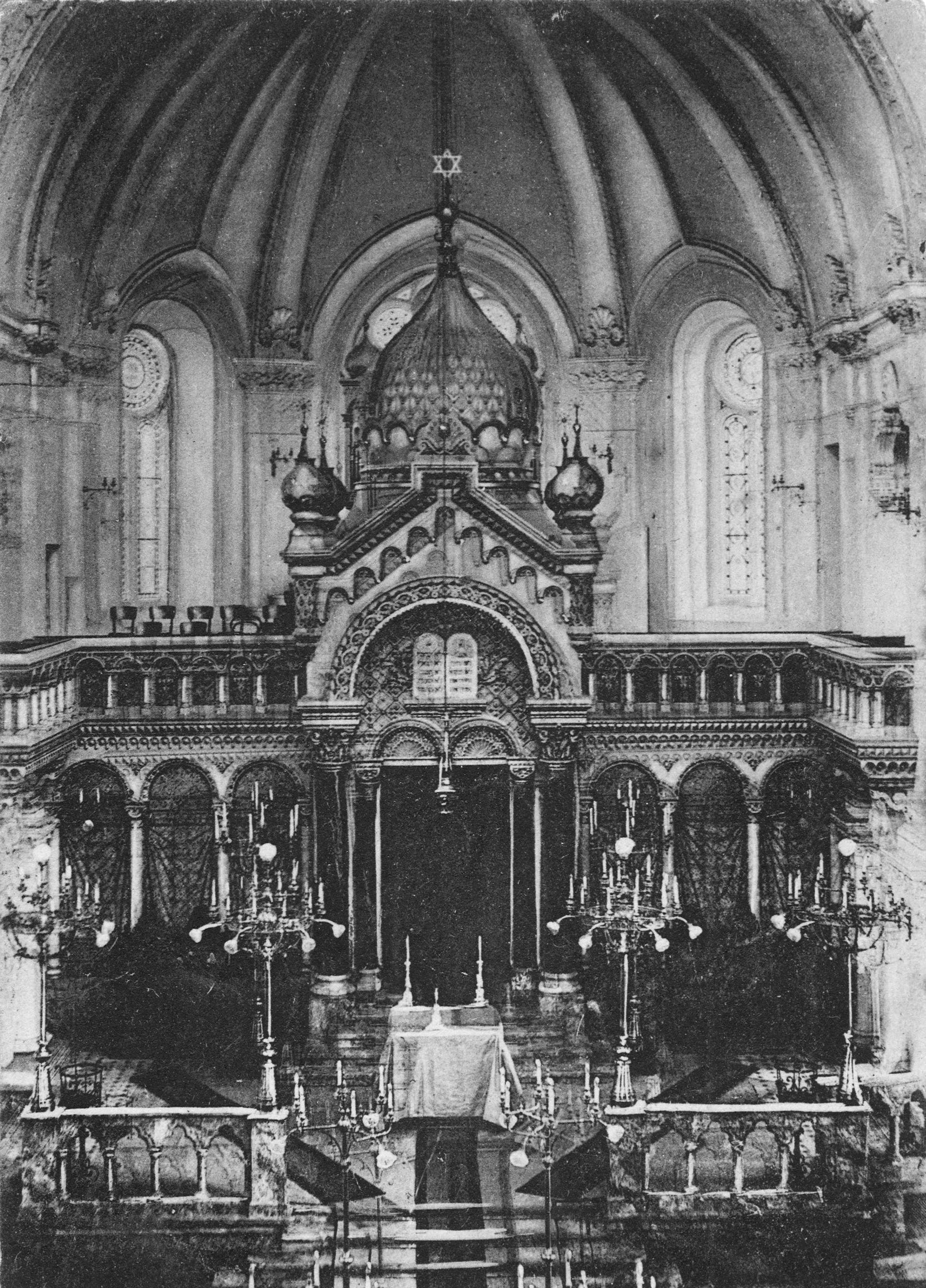
Intérieur de la synagogue

Plans architecturaux de Jakob Gartner (1896)

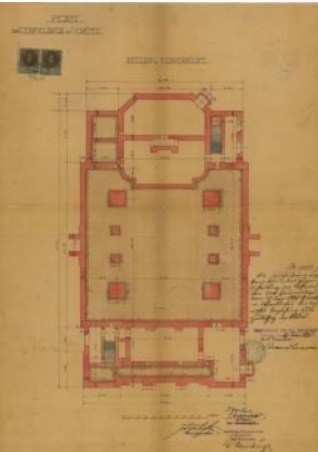
Plan du sous-sol
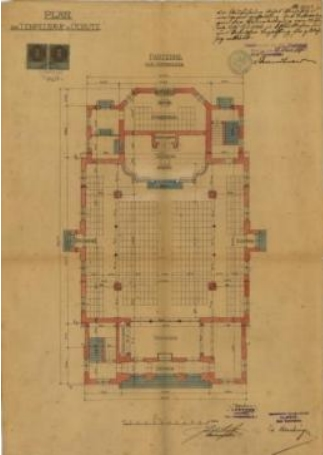
Plan du rez-de-chaussée
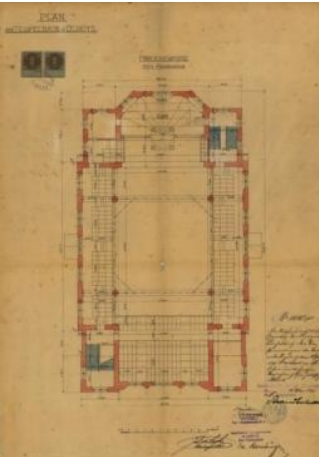
Plan du 1er étage
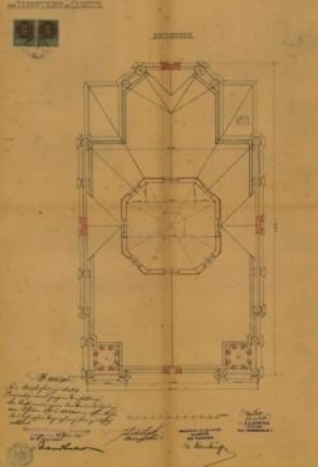
Plan des combles

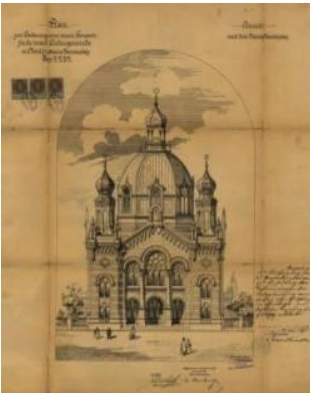
Vue de la façade principale
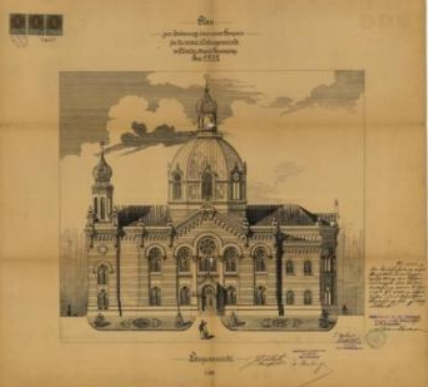
Vue latérale
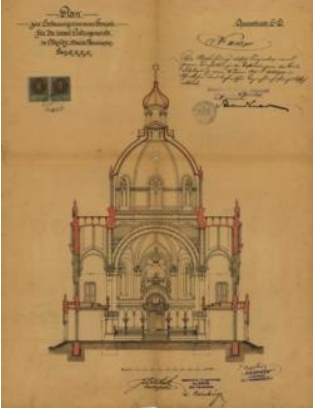
Coupe transversale
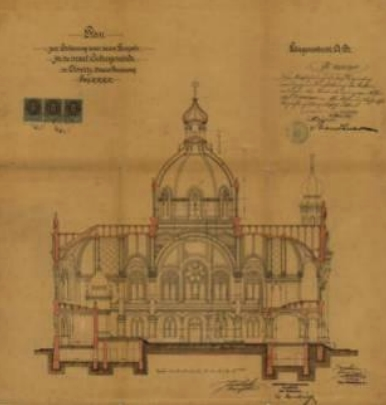
Coupe longitudinale

### Description de la synagogue
L'alignement de la rue et des constructions environnantes ne permettent pas au bâtiment d'être orienté vers l'est, c'est-à-dire vers Jérusalem, comme c'est la coutume pour les maisons de prière juives et les synagogues. Pour cette raison, l'Arche Sainte abritant les rouleaux de Torah a dû être construite contre le mur du côté sud-est. Le bâtiment est donc orienté suivant un axe nord-ouest – sud-est. D'une hauteur totale de 38 mètres, les dimensions extérieures du bâtiment sont de 21,30 mètres de large par 39,30 mètres de long. La synagogue est construite dans le style néo-byzantin-oriental typique des synagogues de cette époque dans les empires allemand et autrichien, et est pourvue de motifs romans et orientaux. D'autres bâtiments de Jakob Gartner, construits à la même époque, présentent de grandes similitudes. La synagogue de Troppau (actuellement Opava en Tchéquie) est si semblable à celle d'Olmütz, que les deux sont même appelées les synagogues jumelles. 
La façade est constituée d'une maçonnerie en briques blanches-et rouges et est structurée par des fenêtres surmontées de rosace et des éléments stylistiques. Le pignon au-dessus de l'entrée est couronné d'une dalle de pierre sculptée représentant les Tables de la Loi. L'entrée principale de la synagogue se situe du côté nord-ouest du site, en face de la place Marie-Thérèse. La façade est divisée en trois portails, le portail central étant légèrement plus grand que les deux latéraux. 
Deux tours d'angle surmontées de dôme en bulbe encadrent la façade frontale. Une route pavée longe l'entrée principale. De l'entrée principale, qui se trouve à 90 cm au-dessus du niveau de la rue, on accède directement à la pièce principale au rez-de-chaussée. Celle-ci contient des bancs permettant d'accueillir 440 hommes. Un escalier du côté gauche mène à la galerie avec un total de 304 sièges pour des femmes. Chacune des façades latérales possède une entrée secondaire. L'une de ces entrées latérales mène à la Tempelgasse (l'actuelle rue Javoříčská). L'autre mène au jardin du complexe synagogal, où se trouve la maison du rabbin avec une bibliothèque, des bureaux et des logements pour les employés de la synagogue. Depuis la Niedergasse (l'actuelle Palachovo náměstí), sur la façade sud-est, l'entrée de gauche mène à la galerie des femmes et au chœur. Par l'entrée de droite, on accède à une petite salle de prière de jour pour environ 50 personnes. Cette petite salle possède sa propre bimah et sa propre Arche Sainte. Le plafond de la salle principale se compose principalement d'une grande coupole dont le dôme extérieur surmonté d'un lanterneau visible de loin est un des repères caractéristiques de la ville. Cette coupole est soutenue par quatre piliers réalisés en structure métallique. Afin de cacher la structure en fer à l'intérieur de la synagogue, les piliers sont emmurés dans une maçonnerie.   
La galerie réservée aux femmes, entoure la grande salle sur trois côtés. Au fond de la grande salle, sur un podium situé au centre du mur sud-est de la synagogue, auquel on accède par cinq marches, se trouve l'Arche Sainte richement décorée en forme de temple surmonté d'un dôme en bulbe. La communauté juive d'Olmütz étant majoritairement de tendance libérale, la synagogue de jour possède un orgue et un espace est réservé pour une chorale. Toutes les salles accessibles au public sont richement décorées.  

### Destruction de la synagogue
Durant la Seconde Guerre mondiale, immédiatement après l'occupation de la ville par les troupes de la Wehrmacht, la synagogue est incendiée dans la nuit du 15 au 16 mars 1939 par les fascistes locaux. Quinze brigades de pompiers interviennent en vain pour éteindre l'incendie. Les dommages sont officiellement estimés à 1 million de couronnes tchécoslovaques.  
Petr Broch, un témoin oculaire de l'incendie de la synagogue décrit l'évènement: 
« .. de hautes flammes frappaient et léchaient les murs de la synagogue. La nuit, il y avait le craquement et l'éclatement du verre ... Et partout plein de fumée piquante provenant de la synagogue ... Je ne voulais pas en croire mes yeux, presque tout était brûlé, les murs de fumée et de flammes noirs. La chaleur a fait éclater les fenêtres colorées ... Je ne l'oublierai jamais… »
Le 11 novembre 1939, le commissaire du gouvernement demande au conseil de la communauté juive de lui remettre les clés de la synagogue afin que les travaux de démolition puissent commencer. Les travaux de déblaiement sont réalisés par la société d'architecture et de construction Heinrich Schmidt d'Olmütz. Ceux-ci devaient se terminer le 14 février 1940, mais le délai est prolongé jusqu'au 30 mars 1940 en raison de l'hiver rigoureux. Cependant, la communauté juive a l'autorisation de retirer tous les objets mobiles du bâtiment qui n'ont pas été détruits par le feu, ce qui a permis entre autres, de sauver les bancs de la synagogue et certains vitraux. 

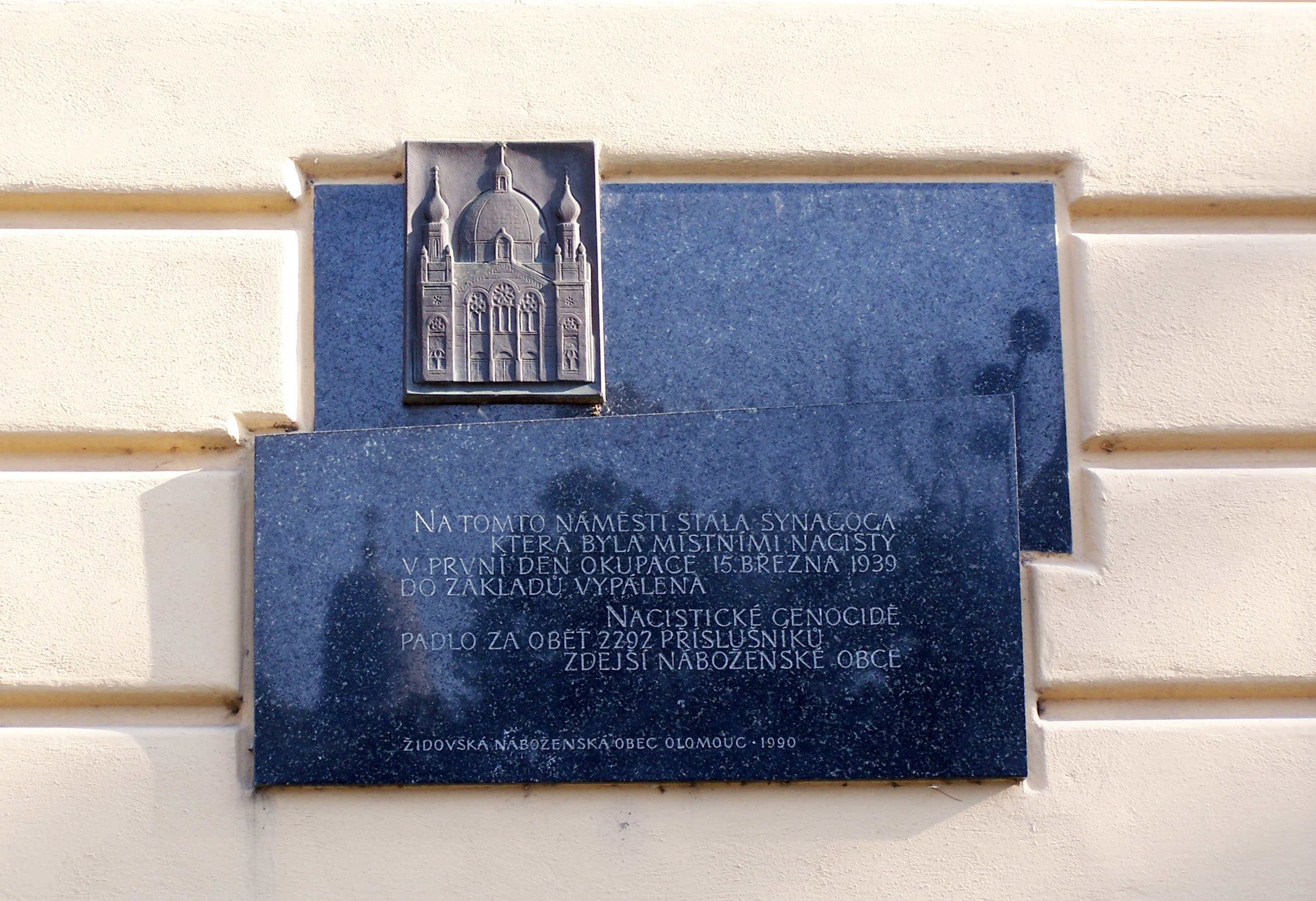
Plaque mémorielle pour la synagogue détruite

Après avoir été dégagé, le site est transformé en un petit parc, avec en son centre, pendant la période communiste, les statues en pierre de Lénine et de Staline. L'endroit est actuellement un parc de stationnement. Le 7 mars 1990, une plaque commémorative, œuvre de l'architecte Zdeněk Hynek et du sculpteur Zdeněk Přikryl est dévoilée publiquement sur la place actuellement dénommée place Palach, sur le mur de la faculté des sciences de l'université Palacký.      
Sur cette plaque, est gravée l'inscription suivante en tchèque:
« Sur ce site se trouvait la synagogue qui a été incendiée par des nazis locaux le premier jour de l'occupation, le 15 mars 1939. De la communauté religieuse juive, 2 292 membres périrent victimes du génocide nazi »
En même temps que l'édification de la synagogue, en 1895-1897, la communauté juive fait construire aussi un nouveau centre communautaire à côté, au 16/638 rue Lafayette. Construit également par Jakob Gartner dans le même style architectural que la synagogue, il abrite le bureau du rabbin ainsi que d'autres bureaux. En 1930-1933, la communauté construit son propre hospice pour les pauvres et sa maison de retraite au 13/393 rue Roosevelt à Nové Sady, quartier sud d'Olomouc.

### Les lieux de prière d'après-guerre
Pendant les premières années de l'occupation, puis après la guerre, la communauté utilise comme lieu de prière et comme bureau, des pièces situées en étage au 2 rue Palacký, puis à partir de 1955, des locaux au 4 place Dolní, connu alors sous le nom de place Rudé Armády (de l'Armée rouge). En 1969, la salle de prière et les bureaux sont transférés au rez-de-chaussée du 7 avenue Komenský. Dans la salle de prière a été installée une imposante Arche Sainte datant de la première moitié du XVIIIe siècle, sauvée lors de la destruction de la synagogue de Bučovice, près de Vyškov. Dans le vestibule de la synagogue est affichée la liste impressionnante des victimes de la Shoah de la ville d'Olomouc.  
Un rouleau de Torah de la synagogue d'Olmütz d'avant-guerre, volé par les nazis pendant la Seconde Guerre mondiale et expédié à Prague comme de nombreuses autres œuvres juives, est vendu à Londres après la guerre par le gouvernement socialiste de Tchécoslovaquie. Restauré aux États-Unis, il est restitué à la communauté juive d'Olomouc en 1950.